# Stellaria debilis
Stellaria debilis là loài thực vật có hoa thuộc họ Cẩm chướng. Loài này được d'Urv. miêu tả khoa học đầu tiên năm 1826.